# Martin Kargl
Martin Kargl (30 de dezembro de 1912 - 20 de maio de 1946) foi um futebolista austríaco, medalhista olímpico.

## Carreira
Martin Kargl fez parte do elenco medalha de prata, nos Jogos Olímpicos de 1936.